# Drzewo cytrynowe
Drzewo cytrynowe (ang. Lemon Tree, arab. شجرة ليمون / Shajaret Leimoun, hebr. עץ לימון / Etz Limon) – izraelski dramat polityczny z 2008 roku w reżyserii Erana Riklisa.
Historia walki palestyńskiej wdowy, która chce ocalić drzewo cytrynowe przed swoim nowym sąsiadem, który jest izraelskim ministrem obrony.

## Obsada
- Hiam Abbass jako Salma Zidane
- Ali Suliman jako Ziad Daud
- Doron Tawory jako minister obrony Izraela Jisra’el Nawon
- Rona Lipaz-Michael jako Mira Navon
- Tarik Kopty jako Abu Hussam
- Amos Lavi jako dowódca Jacob
- Amnon Wolf jako Leibowitz
- Smadar Jaaron jako Tamar Gera
- Danny Leszman jako Quickie
- Hili Yalon jako Sigi Navon
- Liron Baranes jako Gilad
- Makram Khoury jako Abu Kamal
- Loai Nofi jako Nasser Zidane
- Ayelet Robinson jako Shelly
- Amos Tamam jako Simon Hasson
- Michael Warshaviak jako Adwokat
- Ja’ir Lapid jako Prezenter
- Jameel Khoury jako Mussa

## Nagrody i wyróżnienia[1][2]
Asia Pacific Screen Awards
- 2008
  - Wygrana w kategorii Najlepsza aktorka (Hiam Abbass)
  - Wygrana w kategorii Najlepszy scenariusz (Eran Riklis, Suha Arraf)

Chicago International Film Festival
- 2008
  - Nominacja w kategorii Najlepszy film fabularny (Eran Riklis)

David di Donatello
- 2009 
  - Nominacja w kategorii Najlepszy film Unii Europejskiej (Eran Riklis)

Europejska Akademia Filmowa
- 2008
  - Nominacja w kategorii Najlepsza Europejska Aktorka (Hiam Abbass)
  - Nominacja w kategorii Najlepszy Europejski Scenarzysta (Eran Riklis, Suha Arraf)

FICE - Federazione Italiana Cinema d'Essai
- 2009
  - Wygrana w kategorii Najlepsza aktorka (Hiam Abbass)

Izraelska Akademia Filmowa
- 2008
  - Wygrana w kategorii Najlepsza aktorka (Hiam Abbass)
  - Nominacja w kategorii Najlepszy reżyser (Eran Riklis)
  - Nominacja w kategorii Najlepsza muzyka (Habib Shadah)
  - Nominacja w kategorii Najlepsza scenografia (Miguel Markin)
  - Nominacja w kategorii Najlepsze kostiumy (Rona Doron)
  - Nominacja w kategorii Najlepszy montaż (Tova Asher)
  - Nominacja w kategorii Najlepszy dźwięk (Gil Toren, Asher Milo)

Międzynarodowy Festiwal Filmowy w Berlinie
- 2008
  - Nagroda Publiczności w sekcji 'Panorama' w kategorii Najlepszy film (Eran Riklis)[3]

Międzynarodowy Festiwal Filmowy w San Sebastián
- 2008 
  - Nagroda Publiczności w kategorii Najlepszy film europejski (Eran Riklis)

Osian's Cinefan Festival of Asian and Arab Cinema
- 2008
  - Wygrana w kategorii Najlepsza aktorka (Hiam Abbass, Rona Lipaz-Michael)

San Diego Film Critics Society
- 2009
  - Nominacja w kategorii Najlepszy film obcojęzyczny

Women Film Critics Circle
- 2009
  - Wygrana w kategorii Najlepsze zdjęcia kobiet w filmie
  - Nominacja w kategorii Najlepszy film zagraniczny kobiet lub o kobietach

Yerevan International Film Festival
- 2008
  - Wygrana w kategorii Najlepszy film (Eran Riklis)